# Hans Günther Merk
Hans Günther Merk (* 13. September 1930 in Münchwald; † 30. November 2024) war ein deutscher Beamter. Von 1992 bis 1995 war er Präsident des Statistischen Bundesamtes und in Personalunion mit den Aufgaben des Bundeswahlleiters beauftragt.

## Leben
Nach Erlangen des Abiturs 1950 studierte Merk an der Universität Mainz Rechtswissenschaften. 1954 legte er das erste und 1958 das zweite juristische Staatsexamen ab. Im Anschluss war er Rechtsanwalt und als Richter beim Amtsgericht in Koblenz tätig.
1959 trat er in den Verwaltungsdienst des Bundesministeriums des Innern (BMI) ein, das bis zu seiner Pensionierung in verschiedenen Funktionen seine Wirkungsstätte blieb. Er war mit den Sachthemen Sport und Medien, Datenverarbeitung in der öffentlichen Verwaltung und Bevölkerungsfragen betraut. In der Sportabteilung des Ministeriums begleitete er die Vorbereitung der Olympischen Spiele 1972 in München.
Anfang Juni 1992 wurde ihm als Nachfolger von Egon Hölder die Leitung des Statistischen Bundesamtes übertragen. Damit fielen ihm auch die Aufgaben des Bundeswahlleiters zu. Während seiner Amtszeit wurde die Europawahl vom 12. Juni 1994, bei der erstmals die Bürger der Europäischen Union in ihrem Wohnland wahlberechtigt waren, und die Bundestagswahl vom 16. Oktober 1994 durchgeführt. Mit Erreichen der gesetzlichen Altersgrenze ging Merk Anfang Oktober 1995 in den Ruhestand.